# Tournoi de tennis de Cassis
Le Cassis Open de Provence by Cabesto est un tournoi de tennis professionnel masculin qui se déroule tous les ans au mois de septembre à Cassis depuis 2018. Il fait partie de l'ATP Challenger Tour et se tient sur surface dure. Le tournoi a lieu sur le complexe sportif des Gorguettes. 
Il est organisé lors de la deuxième semaine de l'US Open, ce qui lui permet d'attirer des joueurs éliminés en qualifications ou prématurément dans le tableau principal.

## Histoire
L'Open de Cassis est créé en 2018. Il fait suite au Trophée des Alpilles disputé à Saint-Rémy-de-Provence et dont la dernière édition en 2017 a été annulée. La première finale qui oppose deux français voit la victoire du 560e joueur mondial Enzo Couacaud sur Ugo Humbert.
En 2019, Jo-Wilfried Tsonga bat en finale Dudi Sela (6-1, 6-0) en 43 minutes. Il s'agit alors de la finale la plus courte de l'histoire du circuit Challenger.
Hugo Grenier fait son entrée dans le top 100 grâce à son titre en 2022.
Titré en 2024, Richard Gasquet devient à 38 ans le 3e joueur le plus âgé à conquérir un tournoi Challenger après Ivo Karlović et Fernando Verdasco.

## Palmarès

### Simple
| Année | Vainqueur          | Finaliste       | Score         |
| ----- | ------------------ | --------------- | ------------- |
| 2018  | Enzo Couacaud      | Ugo Humbert     | 6-2, 6-3      |
| 2019  | Jo-Wilfried Tsonga | Dudi Sela       | 6-1, 6-0      |
| 2020  | Non disputé        | Non disputé     | Non disputé   |
| 2021  | Benjamin Bonzi     | Lucas Pouille   | 7-64, 6-4     |
| 2022  | Hugo Grenier       | James Duckworth | 7-5, 6-4      |
| 2023  | Mattia Bellucci    | Tomáš Macháč    | 6-3, 6-4      |
| 2024  | Richard Gasquet    | Jurij Rodionov  | 3-6, 6-1, 6-2 |

### Double
| Année | Vainqueurs                           | Finalistes                                  | Score             |
| ----- | ------------------------------------ | ------------------------------------------- | ----------------- |
| 2018  | Matt Reid Serhiy Stakhovsky          | Marc-Andrea Hüsler Gonçalo Oliveira         | 6-2, 6-3          |
| 2019  | André Göransson Sem Verbeek          | Sander Arends David Pel                     | 7-66, 4-6, [11-9] |
| 2020  | Non disputé                          | Non disputé                                 | Non disputé       |
| 2021  | N. Sriram Balaji Ramkumar Ramanathan | Hans Hach Verdugo Miguel Ángel Reyes-Varela | 6-4, 3-6, [10-6]  |
| 2022  | Michael Geerts Joran Vliegen         | Romain Arneodo Albano Olivetti              | 6-4, 7-66         |
| 2023  | Dan Added Jonathan Eysseric          | Liam Broady Antoine Hoang                   | 6-0, 4-6, [11-9]  |
| 2024  | Jaime Faria Henrique Rocha           | Manuel Guinard Matteo Martineau             | 7-65, 6-4         |